# Profil psychoéducatif révisé
 (mai 2016).
Si vous disposez d'ouvrages ou d'articles de référence ou si vous connaissez des sites web de qualité traitant du thème abordé ici, merci de compléter l'article en donnant les références utiles à sa vérifiabilité et en les liant à la section « Notes et références ».
Le profil psycho-éducatif est un outil d’évaluation pour enfant autiste ou présentant un trouble envahissant du développement. Il a été développé initialement par Eric Schopler et Robert Reichler en 1979 et révisé par Schopler et ses collègues en 1990, à la Division TEACCH (Treatment and Education for Autistic and related Communication handicapped CHildren) à l’Université de Chapel Hill en Caroline du Nord.
Ce test est adapté à des enfants de niveau préscolaire, c’est-à-dire entre 6 mois et 7 ans. Il évalue les comportements des élèves et leur développement dans sept domaines différents. L’échelle des comportements comprend le langage, les relations et l’affect, les réponses sensorielles ainsi que le jeu et l’intérêt pour le matériel. L’échelle de développement évalue l’imitation, la perception, la motricité fine, la motricité globale, la coordination oculo-manuelle, la performance cognitive et la cognition verbale. Le test utilise trois cotations pour chaque item, « Réussite », « Échec » ou « Émergence » pour les items de développement et « Approprié », « Léger » ou « Sévère » pour les items de comportement. 
Ce test est intéressant d’une part, parce que la réussite de la plupart des items ne dépend pas des habiletés langagières de l’enfant et d’autre part, parce qu’il est flexible quant à la façon de l’administrer, c’est-à-dire qu’il peut être passé en plusieurs séances.
Il est utilisé dans les écoles pour tracer un portrait des comportements et des compétences de l’enfant pour ensuite développer le plan éducatif individualisé de l’enfant. Il est aussi utilisé en centre de réadaptation pour élaborer les plans d’interventions individualisés. Ce test fournit des informations sur le niveau de développement de l’enfant dans les différents domaines mentionnés plus haut. Sachant que les élèves autistes ont un profil de développement atypique, ces données s’avèrent utiles.
Les résultats permettent aux intervenants de cibler leurs interventions en vue de développer les habiletés en émergence de l’élève. Enfin, l’administration de ce test n’est pas uniquement réservée aux psychologues, mais bien à tous les intervenants qui en ont eu la formation.